# Javor šedý
Javor šedý (Acer griseum) je opadavý strom z čeledi mýdelníkovité. Je to středně velký strom s trojčetnými listy a nápadně odlupčivou kůrou, pocházející ze střední Číny. Je to ceněná okrasná dřevina a lze se s ním setkat i v České republice, pěstován je však zřídka.

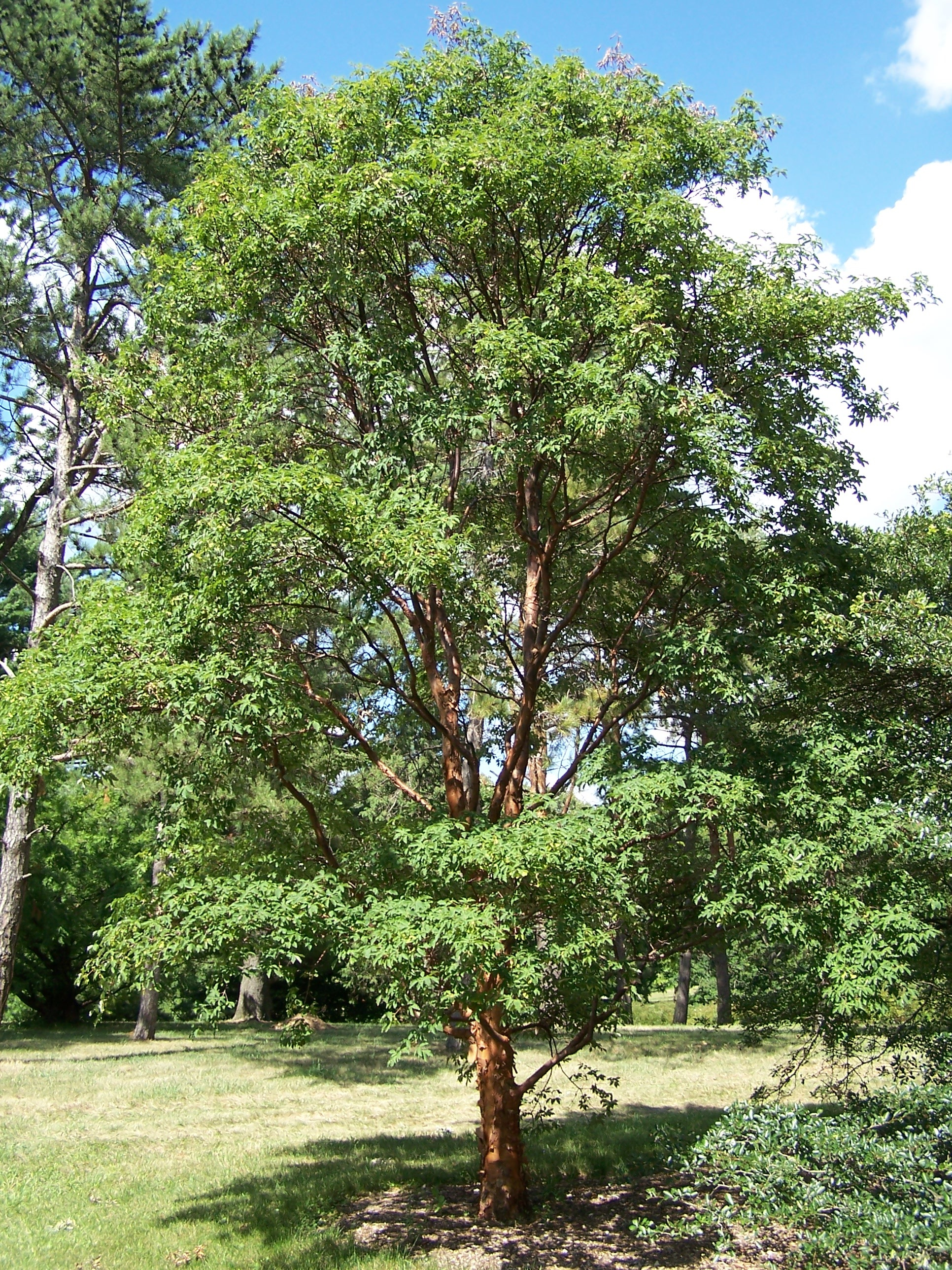
Javor šedý

## Popis
Javor šedý je opadavý strom dorůstající výšky až 20 metrů. Kůra je u mladých stromů skořicově hnědá a nápadně papírovitě odlupčivá. Mladé větévky jsou červenavé a hustě chlupaté, starší tmavě purpurové až tmavě hnědé, po 2 až 3 letech olysávají. Pupeny jsou drobné a tmavé, kryté mnoha střechovitými šupinami. Listy jsou trojčetné, složené z hrubě zubatých lístků. Lístky jsou 3 až 5 cm dlouhé, na rubu bělavé až šedavé. Na podzim se listy barví do purpurových a karmínových odstínů. Květy jsou žluté, v chudých květenstvích složených nejčastěji ze 3 květů. Květy jsou pětičetné, s 10 tyčinkami a velkým žláznatým terčem. Stopky květů jsou hustě chlupaté. Plody jsou žlutavě hnědé, chlupaté, jednotlivé nažky jsou 3,2 až 3,8 cm dlouhé. Nažky svírají ostrý až téměř pravý úhel.

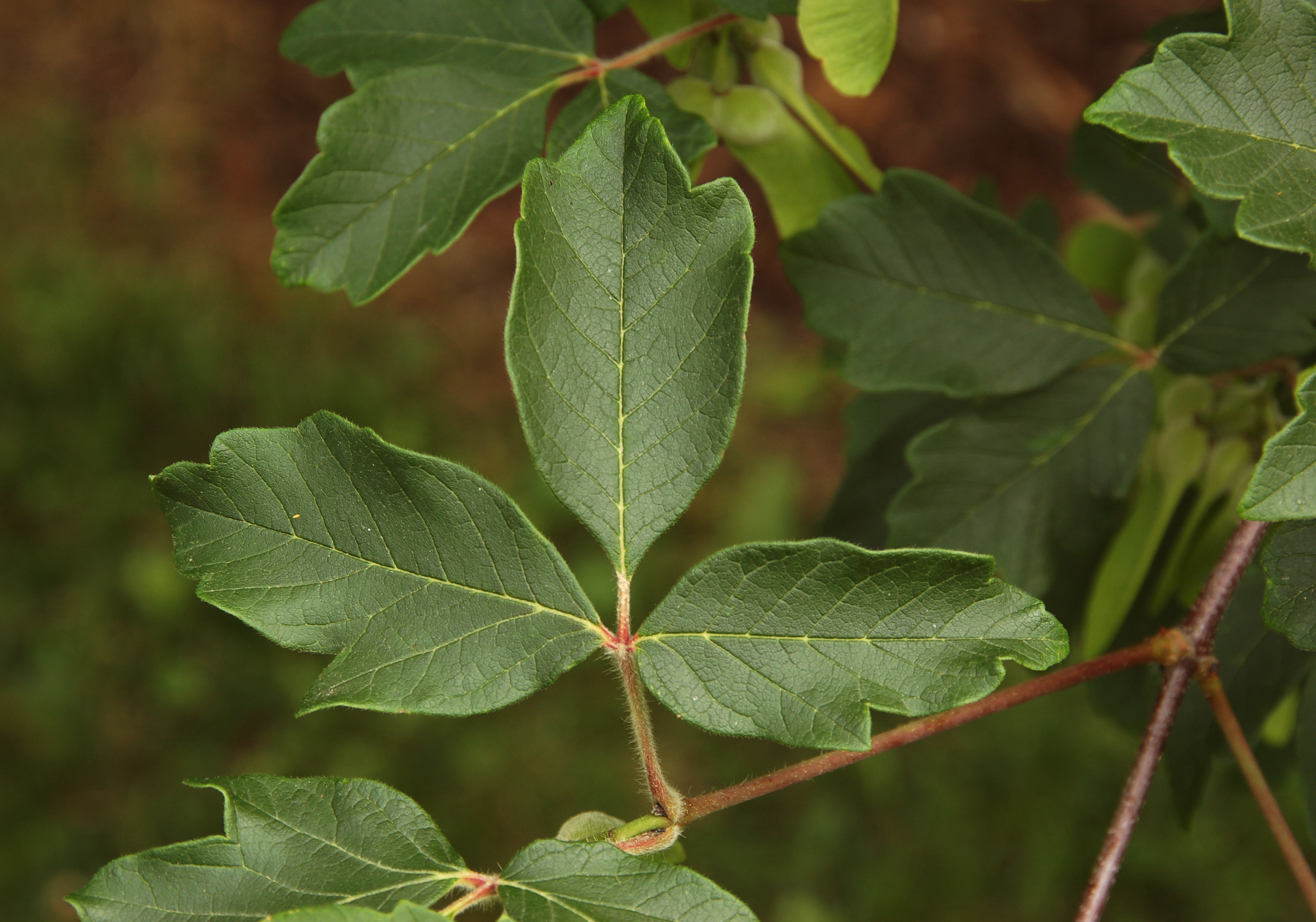
Detail listu
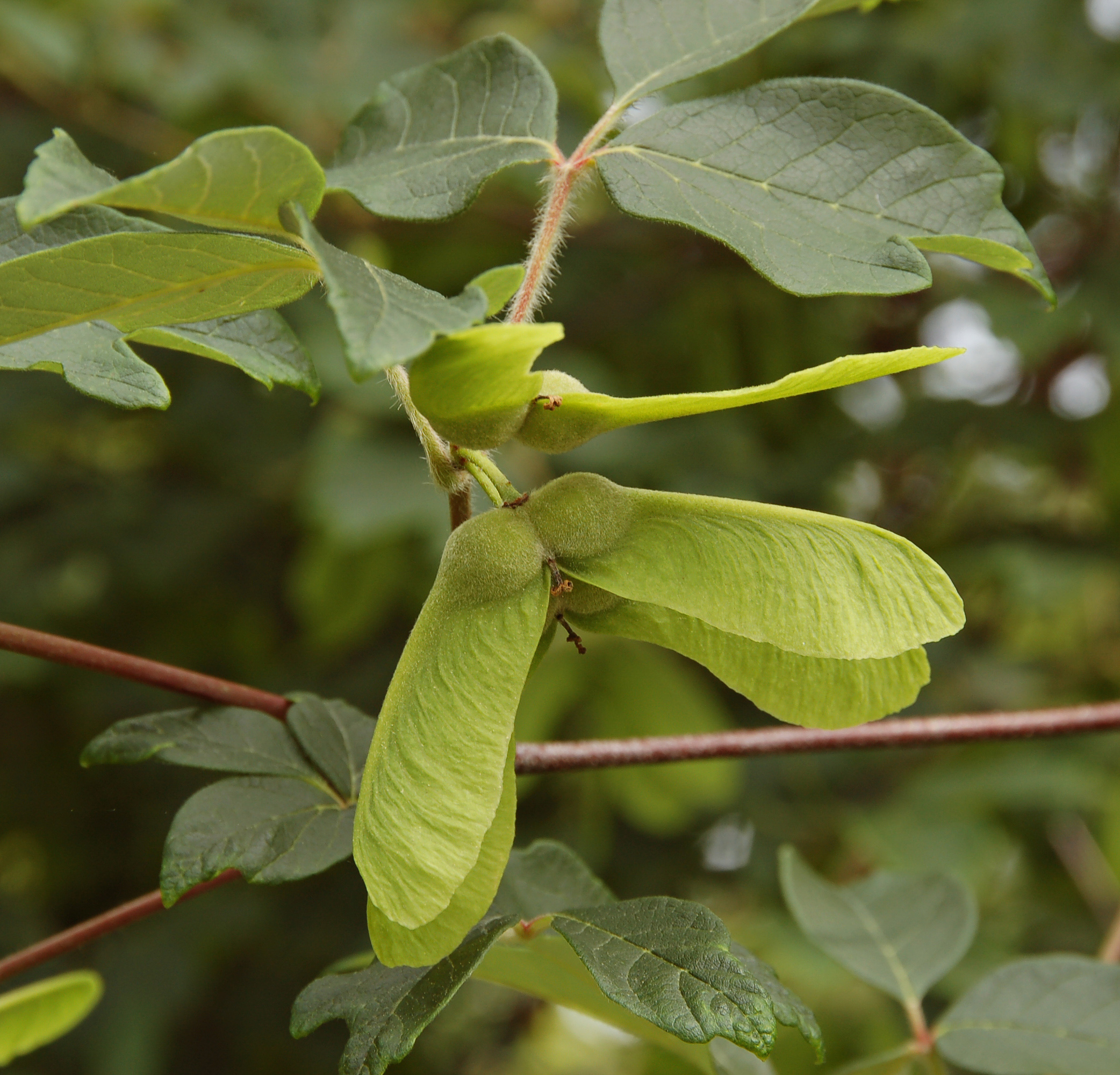
Mladé dvounažky
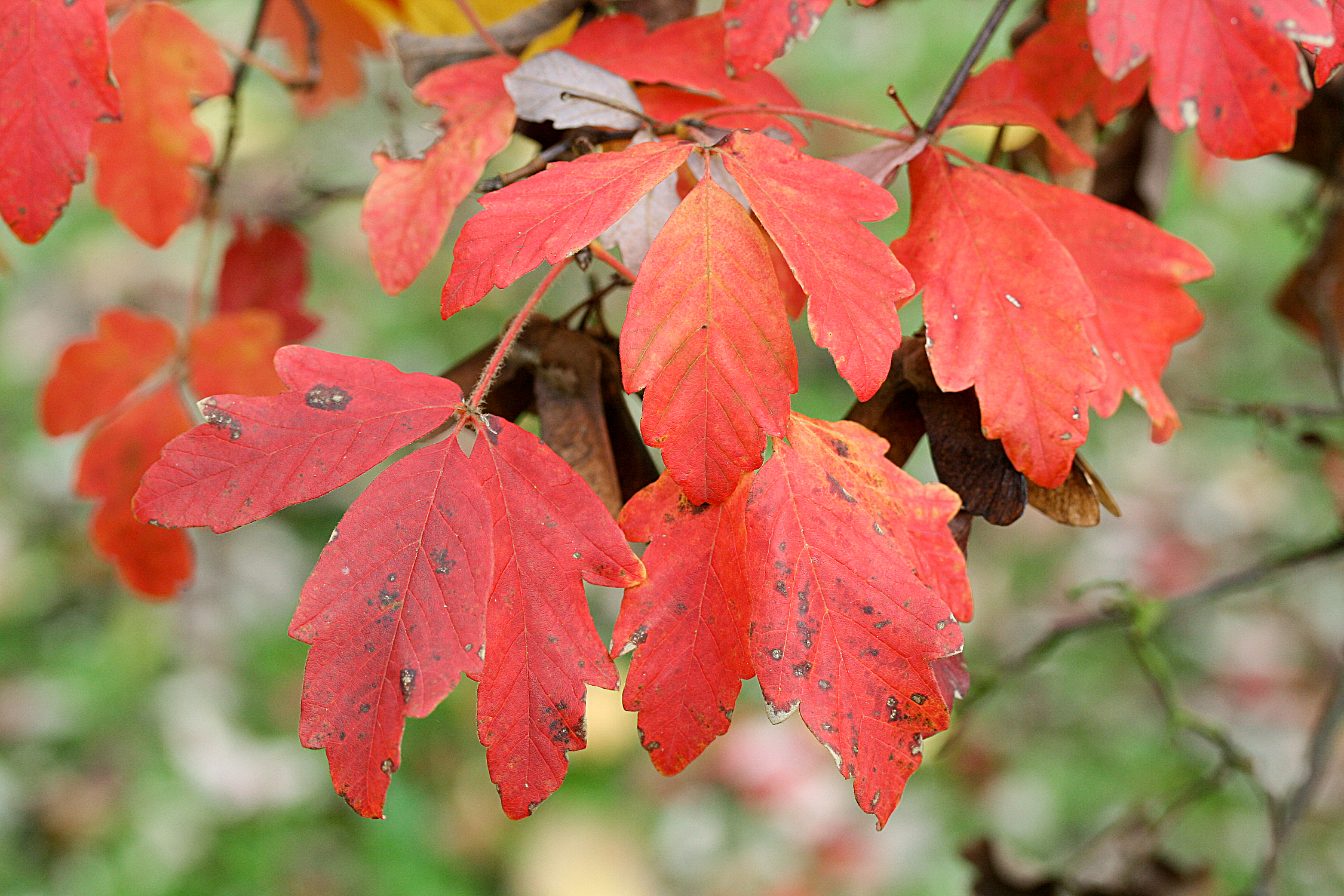
Podzimní zbarvení

## Rozšíření
Javor šedý pochází ze střední Číny. Roste ve smíšených lesích v nadmořských výškách 1500 až 2000 metrů. Je rozšířen v provinciích Kan-su, Che-nan, Chu-pej, Chu-nan, Šen-si, Šan-si a S’-čchuan.

## Taxonomie
Javor šedý byl v minulosti někdy uváděn jako varieta javoru nikkoského pod názvem Acer nikoense var. griseum a byl též znovu popsán v roce 1934 pod názvem Acer pedunculatum.

## Význam
Javor šedý je ceněná solitéra. Je nápadný zejména odlupčivou kůrou a podzimním zbarvením listů. V ČR se s ním lze setkat např. v Dendrologické zahradě v Průhonicích, v Průhonickém parku a v Arboretu Žampach.

## Pěstování
Javor šedý je pomalu rostoucí dřevina. Vyžaduje slunné nebo polostinné stanoviště. Na půdu není náročný, pokud je dobře odvodněná. Prospívá v zásaditých, kyselejších i jílovitých půdách. V kultuře dorůstá výšky 8 až 12 metrů a šířky koruny 4 až 8 metrů. Konečné výšky dorůstá ve věku 20 až 50 let. Množení je obtížné, neboť semena špatně klíčí, a proto je tento krásný javor zřídka nabízen.